# Héctor Julio Patarroyo
Héctor Julio Patarroyo Forero (Chocontá, Cundinamarca, 3 de mayo de 1958) fue un ciclista de ruta colombiano, ganador de la Vuelta a El Salvador y la Vuelta a Guatemala en 1985.

## Palmarés[1]
1982
- Una etapa de la Vuelta a Costa Rica

1983
- 2º en la Vuelta a Guatemala

1985
- Vuelta a El Salvador
- Vuelta a Guatemala

1986
- Vuelta al Valle del Cauca

1987
- Una etapa de la Vuelta al Valle del Cauca
- Vuelta a Santander

1988
- Una etapa en CRE en la Vuelta a Colombia
- 2º en la Vuelta a Cundinamarca

1990
- 3º en la Vuelta a México
- 2º en el GP Internacional de Café, más una etapa
- 3º en la fase de Venezuela del Tour de las Américas y 2º en la clasificación final[2]
- 2º en la Vuelta a Colombia
- Vuelta a Santander[3]

## Resultados en lasgrandes vueltas[4]
| Carrera         | 1986 | 1987 | 1988 | 1989 | 1990 |
| Tour de Francia | -    | -    | -    | -    | -    |
| Giro de Italia  | -    | -    | -    | -    | -    |
| Vuelta a España | Ab.  | 56.º | Ab.  | 16º  | Ab.  |

## Equipos
- El Globo - Status (1982)
- Café Quetzal (1983-1984)
- Café Quetzal - Leche Klim (1985)
- Manzana Postobón (1986-1991)
- Gaseosas Glacial (1992)